# Batrisodes hairstoni
Batrisodes hairstoni är en skalbaggsart som beskrevs av Park 1947. Batrisodes hairstoni ingår i släktet Batrisodes och familjen kortvingar. Inga underarter finns listade i Catalogue of Life.